# Нелюба Анатолій Миколайович
Нелюба Анатолій Миколайович (31.01.1961, с. Диканька Полтавської області) — український учений-мовознавець, доктор філологічних наук (2008), професор кафедри української мови Харківського національного університету імені В. Н. Каразіна. Працює в різних галузях мовознавства й лінгводидактики: теорія і стилістика словотвору, термінологія й термінографія, стилістика й культура мови, лексикологія й лексикографія, юридична лінгвістика й соціальні діалекти, ономастика й методика викладання мови.

## Біографія
Закінчив Михайлівську 8-річну школу Диканського району (1976), Кременчуцьке педагогічне училище (1980), філологічний факультет Харківського державного університету ім. М. Горького (1986), аспірантуру при кафедрі української мови Харківського державного педагогічного інституту ім. Г. С. Сковороди (1991).
1992 року захистив кандидатську дисертацію, присвячену розмовному словотворенню (науковий керівник — проф. О. Г. Муромцева).
2008 року захистив докторську дисертацію «Експліцитна й імпліцитна економія в словотвірній номінації української мови» (науковий консультант — проф. К. Г. Городенська).
Працював учителем у Балясненській СШ Диканського району.
З 1991 року займається науково-педагогічною роботою у вишах Харкова: Харківський державний педагогічний інститут ім. Г. С. Сковороди, Харківський національний університет внутрішніх справ, Харківський національний університет імені В. Н. Каразіна. Читає курс стилістики та культури мовлення на відділенні журналістики, веде науковий семінар з проблем українського словотвору, спецкурс зі словотвірної номінації, керує написанням дипломних робіт.

## Наукова діяльність
Один із засновників і активних учасників Харківського історико-філологічного товариства. Нині є головою мовознавчої секції ХІФТ.
Автор близько 100 публікацій із питань теорії номінації, морфеміки і словотвору, стилістики й культури мови, термінології та лексикографії, соціальних діалектів, методики викладання мови тощо. Укладач та співавтор низки словників.
У наукових доповідях і публікаціях обстоює й удосконалює ономасіологічний підхід у дослідженні й потрактуванні словотвірних явищ; з таких позицій сформулював основні типи і принципи номінації, критерії відмежування способів словотвірної номінації, запропонував нову класифікацію мовних скорочень, в основу якої покладено критерії словотвірної номінації і статус самого скорочення. Уперше обґрунтував словотвірну економію як заощадливість словотвірної системи з двома різновидами економії — експліцитної та імпліцитної. З'ясував механізми й перебіг економних явищ, їхні різновиди й вияви, увів до наукового обігу низку нових понять і їх визначень, уточнив деякі чинні поняття. Напрацював і апробував способи лексикографічного опису дериватів-інновацій української мови.
Під керівництвом Нелюби А. М. захищено п'ять кандидатських дисертацій:
- Карпець Л. А. «Український спортивний жарґон: структурно-семантичний аспект», 2006.
- Хмара Г. В. «Типи номінування одягу і взуття в сучасній українській мові (функціонально-стильовий аспект)», 2006.
- Лук'яненко С. С. «Лексико-словотвірні інновації в українському соціально-політичному назовництві», 2009.
- Старченко Я. С. «Лексико-словотвірні інновації в жарґонах української мови (від середини 80-их років минулого століття)», 2013.
- Редько Є.О. «Типи і способи номінування осіб  в українських арґотичних системах», 2016.

## Праці
Наслідком наукової праці є різножанрові й різногалузеві публікації.

### Монографії
Явища економії в словотвірній номінації української мови. — Х., 2007. — 303 с.
Явища економії в словотвірній номінації української мови (системний вимір). — Х. : ХІФТ, 2014. — 184 с.

### Статті
Універбація як вторинний спосіб найменування реалій // Лінгвістичні дослідження. — 1992. — Вип. 2. — С. 67–71.
Особливості флексійного словотворення — засобу функціональної стилістики // Актуальні проблеми словотвору української мови: Матеріали наукових читань. — Тернопіль, 1993. — С.112–114.
Стилистические преобразования в использовании суффикса -ізм/изм со значением предметности // Международная конференция «История и современное состояние славянских языков». — Воронеж, 1994. — С. 59–64.
Лінгвістика в Харкові XX ст. // Рідний край. — Х., 1994. — С. 492—498.
Про деякі словотвірні можливості української флексії (в аспекті функціональної стилістики) // Збірник Харківського історико-філологічного товариства. Нова серія. — 1995. — Т. 4. — С. 177—184.
Деякі штрихи до «мовного портрета» випускника середньої школи // Дивослово. — 1995. — № 1. — С. 51–52.
Суфікс -к- (оцінно-розмірного порівняння) у системі функціональної стилістики // Филологический анализ: межрегиональный сб. научных статей. — К.–Х.–Херсон, 1996. — Вып. 8. — С. 70–75.
Деякі функціональні можливості запозичених суфіксів в українській мові // Актуальні проблеми граматики: зб. наук. праць. — Кіровоград, 1997. — С. 33–39.
Усічення і принцип економії // Лінгвістичні дослідження: зб. наук. праць. — Х., 2000. — № 5. — С. 171—183.
Реалізація словотвірної категорії особи суфіксами з компонентом -ок // Ономастика і апелятиви. — Дніпропетровськ, 2000. — Вип. 9. — С. 89–95.
Тенденції в арґотичному словотворі і засоби їх втілення // Зб. наук. праць Полтавського держ. пед. університету ім. В. Г. Короленка. — 2001. — Вип. 4. Серія «Філологічні науки». — С. 105—112.
Словотвірна економія у появі онімів // Наукові записки. Серія: Філологічні науки (мовознавство). — Вип. 37. — Кіровоград, 2001. — С. 51–54.
Словотвірна контамінація: спроба термінологічного впорядкування // Матеріали міжнародної наук. конференції «Діахронічне, типологічне і контрастивне дослідження германських, романських і слов'янських мов (семантика й словотвір». — Донецьк, 2001. — С. 163—169.
Словотвірна контамінація як вияв принципу економії // Збірник Харківського історико-філологічного товариства. Нова серія. — 2002. — Т. 9. — С. 183—200.
Семантичні зміни з огляду словотвірної номінації або зіставляючи чужі думки // Лінгвістичні дослідження: зб. наук. праць. — 2002. — Вип. 9. — С. 29–34.
Реалізація словотвірної категорії особи суфіксами з компонентом -ик // 1V Міжнародний конгрес україністів. Мовознавство. — К., 2002. — С. 39–43.
Про «словотвірний» статус абревіатур // Актуальні проблеми українського словотвору. — Івано-Франківськ, 2002. — С. 132—140.
На крилах мудрості й добра / Нелюба А., Варич Н. // Лінгвістичні дослідження: зб. наук. праць. — 2002. — Вип. 9. — С. 6–7.
Способи словотвірної номінації (становлення теорії) // Лінгвістичні студії: зб. наук. праць. — 2003. — Вип. 11. — Ч. 2. — С. 416—423.
Способи словотвірної номінації (проблема відмежування) // Гуманітарний вісник. Філологія. — Переяслав-Хмельницький, 2003. — С. 53–57.
Номінативно-словотвірні можливості абревіатур // Збірник Харківського історико-філологічного товариства. Нова серія. — Т. 10. — 2004. — С. 233—242.
Про лінгвістичний статус мовних скорочень // V Міжнародний конгрес україністів. Мовознавство. — Чернівці, 2003. — С. 54–60.
Повертаючись до лексико-семантичного способу словотвору // Рідний край. — Полтава, 2004. — № 1 (10). — С. 62–65.
Про одне скорочування, його перебіг і наслідки (спостереження тимчасово аполітичного мовознавця) // UCRAINICA 1. SOUCASNA UKRAINISTIKA. Problemy jazyka, literatury a kultury. — Olomouc, 2004. — S. 195—199.
Сучасна ідеологія в дослідженні явищ словотвірної номінації // Вісн. Харк. нац. ун-ту ім. В. Н. Каразіна. Сер. : Філологія. — 2004. — № 627. — Вип. 40. — С. 14–17.
Деякі аспекти в дослідженні сучасних словотвірно-номінативних явищ // Вісн. Харк. нац. ун-ту ім. В. Н. Каразіна. Сер. : Філологія. — 2004. — № 631. –Вип. 41. — С. 106—109.
Перебіг і наслідки одного скорочування // Вісник Львівського університету. Серія філологічна. — 2004. — Вип. 34. — Ч. 2. — С. 232—238.
Новітні тенденції у словотворі й модифікація норм мови // Лінгвістичні студії: зб. наук. праць. — 2005. — Вип. 13. — С. 291—296.
У підмурівок теорії номінації: термінологічно-понятійне впорядкування // Збірник Харківського історико-філологічного товариства. Нова серія. — 2005. — Т. 11. — С. 169—184.
Осново- і словоскладання в контексті словотвірної номінації // Вісник Запорізького національного університету. Філологічні науки. — 2006. — № 2. — C. 169—184.
Від графічної економії до нових словотворчих засобів і основ («складання» скорочених основ і його наслідки в словотвірній номінації) // Вісник Прикарпатського національного університету імені В.Стефаника (ювілейний випуск на пошану 100-річчя від дня народження проф. Івана Ковалика). — Філологія. — 2007. — Вип. XV-XVIII. — С. 222—226.
Від Президента України до сільського голови (український словотвір у виборчих перегонах) // Збірник Харківського історико-філологічного товариства. Нова серія. — 2006. — Т. 12. — С. 245—266.
Словник Бориса Грінченка: шлях у 100 років // Вивчаємо українську мову та літературу. — 2007. — № 36. — С.10–11.
Економія як явище в українській мові. Закон? Закономірність? Принцип? Тенденція? // VI Міжнародний конгрес україністів. Мовознавство: зб. наукових статей. — К., 2007. — Кн. 5. — С.32–40.
Римейк у словотвірній номінації // Наукові записки. Сер. : Філологія: зб. наук. праць. — Вип. 10. У 2 т. — 2008. — Т. 1. — С. 113—118.
Потенційні і нові слова в контексті словотвірної номінації // Науковий вісник Херсонського держ. університету. Сер. Лінгвістика. — 2008. — Вип. 6. — С. 58–63.
Обмежувачі у словотвірних процесах: проблеми відмежування й типологізації // Мовознавчий вісник: зб. наук. праць на пошану проф. Катерини Городенської з нагоди її 60-річчя. — Черкаси, 2009. — Вип. 8. — С. 159—167.
Стримувачі у словотвірних процесах української мови // Лінгвістичні студії: зб. наук. праць. — 2009. — Вип. 18. — С. 135—140.
Балотеса, дойченя, Guten Morgen-івець: чи порушують вони словотвірний спокій? // Збірник Харківського історико-філологічного товариства. Нова серія. — 2009. — Т. 13. — С.159–172.
Черезкрокове словотворення й інноваційні явища в українській мові (на зразках суфіксальних дериватів) // Вісник Дніпропетровського університету. — 2009. — Т. 17. — № 11. — С. 201—209.
Словотвірна асиметрія і словотвірна семантика // Вісник Прикарпатського університету. — 2009. — Мовознавство. — Вип. XXI–XXII. — 59–62.
Правнича термінологія і захист авторського права // Актуальні проблеми мови права: історія та сучасність. — Кіровоград, 2010. — 26–33.
Прихована економія в словотвірній системі української мови (найзагальніші зауваги) // Лінгвістичні студії: зб. наук. праць. — 2011. — Вип. 23. — С. 62–67.
Словотвірне номінування осіб у спортивному жарґоні / А. Нелюба, Л. Карпець // Лінгвістичні студії: зб. наук. праць. — 2011. — Вип. 23. — С. 39–44.
«Гендерна лінгвістика» і малопродуктивні словотворчі засоби // Лінгвістика: зб. наук. праць. — 2011. — № 1. — С. 135—142.
Словотвірні особливості спортивного жарґону / А. Нелюба, Л. Карпець // Лінгвістика: зб. наук. праць. — 2011. — С. 127—134.
Інноваційні зрушення й тенденції в українському жіночому словотворенні // Лінгвістика: зб. наук. праць. — 2011. — № 2. — С. 49–59.
Дериваційно-інноваційна лексикографія і питання теорії словотвору // Семантика мови і тексту: матеріали XI Міжнародної наукової конференції. — Івано-Франківськ, 2012. — С. 430—433.
Жінки. Гендер. Словотвір // Збірник Харківського історико-філологічного товариства. — Х., 2011. — Т. 14. (Нова серія). — С. 189—204.

### Бібліографічний покажчик
Муромцев Ігор Вікторович — професор Харківського національного університету імені В. Н. Каразіна: Біобібліографічний покажчик / А. М. Нелюба, В. Д. Пономаренко. — Х. : ХНУ ім. В. Н. Каразіна, 2009. — 24 с.

### Словники
Словник образотворчого мистецтва. — Х., 1996. — 160 с.
Словник школяра. Літературознавство. — Х., 1999. — 104 с.
Словник школяра. Українська мова. — Х., 1999. — 120 с.
Словник школяра. Образотворче мистецтво. — Х., 2001. — 120 с.
Тлумачний словник української мови. / за ред. проф. В. С. Калашника. — Х. : Прапор, 2002.
Лексико-словотвірні інновації. 1983—2003. Словник. — Х., 2004. — 136 с.
Тлумачний словник української мови" / за ред. проф. В. С. Калашника. — 2-ге вид., перероб. і доп. — Х. : Прапор, 2005.
Лексико-словотвірні інновації. 2004—2006. Словник / А. Нелюба, С. Нелюба. Х. : Майдан, 2007. — 143 с.
Тлумачний словник сучасної української мови: Загальновживана лексика / За заг. ред. проф. В. С. Калашника. — Х.: ФОП Співак Т. К., 2009. — 960 с.
Лексико-словотвірні інновації (2007): Словник / К. Коротич, С. Лук'яненко, А. Нелюба, С. Нелюба, Р. Трифонов. — Х. : ХІФТ, 2009. — 176 с.
Тлумачний словник сучасної української мови: Спеціальна лексика / за заг. ред. проф. В. С. Калашника. — Х. : ФОП Співак Т. К., 2009. — 464 с.
Лексико-словотвірні інновації (2008—2009). Словник. — Х. : ХІФТ, 2010. — 116 с.
Словотворчість незалежної України. 1991—2011. — Словник. Х. : ХІФТ, 2012. — 608 с.
Лексико-словотвірні інновації (2010—2011). Словник. — Х. : ХІФТ, 2012. — 100 с.
Лексико-словотвірні інновації (2012—2013). Словник / А. Нелюба, Редько Є. –Х. : ХІФТ, 2014. — 172 с.
Лексико-словотвірні інновації (2015—2016). Словник / А. Нелюба, Редько Є. –Х. : ХІФТ, 2017. — 204 с.

### Навчальні посібники
Сучасна українська ділова мова: зб. вправ. — Х. : Рубікон, 1994. — 48 с.
Культура мови вчителя: Матеріали для практичних занять / Муромцева О., Жовтобрюх В., Нелюба А. та ін. — Х., 1994. — 48 с.
Теорія і практика ділової мови. — Х. : Акта, 1997. — 199 с.
Офіційно-діловий документ: основні вимоги та правила укладання / Нелюба А., Бугайчук К. та ін. — Х. : ХНУВС, 2008. — 96 с.
Професійна мова юриста. — Х. : ХІФТ, 2009. — 224 с.